# Omul Păianjen
Spider-Man (nume tradus în română ca Omul Păianjen) este un supererou care apare în benzile desenate americane publicate de Marvel Comics. Creat de editorul Stan Lee și artistul Steve Ditko, a debutat în antologia de benzi desenate Amazing Fantasy #15 (august 1962), în Epoca de Argint a benzilor desenate. Spider-Man este un personaj principal în cultura populară americană și internațională, fiind distribuția a numeroase benzi desenate, emisiuni de televiziune, filme, jocuri video, romane și piese de teatru.
Identitatea secretă a lui Spider-Man este Peter Benjamin Parker. Inițial, Peter a fost descris ca fiind un adolescent de liceu, crescut de mătușa sa, May, și de unchiul său, Ben, în New York City, după ce părinții lui, Richard și Mary Parker, au murit într-un accident aviatic. Lee și Ditko au făcut ca personajul să se confrunte cu anxietățile adolescenței și cu problemele financiare, și i-au oferit numeroase personaje secundare, precum Flash Thompson, J. Jonah Jameson și Harry Osborn; interesele romantice Gwen Stacy, Mary Jane Watson și Black Cat; și dușmani precum Green Goblin, Doctor Octopus și Venom. În povestea sa originală, Spider-Man își dobândește puterile și abilitățile supraomenești după ce este mușcat de un păianjen radioactiv.
În 2005, serialul de televiziune Ultimate Super Heroes, Vixens, and Villains de la Bravo a declarat că Spider-Man este supereroul numărul 1. Revista Empire l-a clasat pe locul cinci în topul celor mai mari personaje de benzi desenate din toate timpurile. Revista Wizard l-a plasat pe Spider-Man pe locul al treilea în topul celor mai mari personaje de benzi desenate de pe site-ul lor. În 2011, Spider-Man s-a clasat pe locul al treilea în topul IGN al celor mai importanți 100 de eroi de benzi desenate din toate timpurile, după personajele DC Comics, Superman și Batman. În 2014, IGN l-a identificat pe Spider-Man drept cel mai mare personaj Marvel Comics din toate timpurile.

## Caracterizare
Sally Kempton a opinat pentru Village Voice în 1965 că „Spider-Man are o problemă teribilă de identitate, un complex de inferioritate accentuat și o teamă de femei. El este antisocial, este măcinat de gânduri despre castrare, este chinuit de vina lui Oedip și predispus la accidente.... [un] nevrotic funcțional”. Chinuindu-se în legătură cu alegerile sale, încercând mereu să facă ceea ce este corect, el este totuși privit cu suspiciune de autorități, care nu par să știe dacă este un justițiar util sau un criminal inteligent.

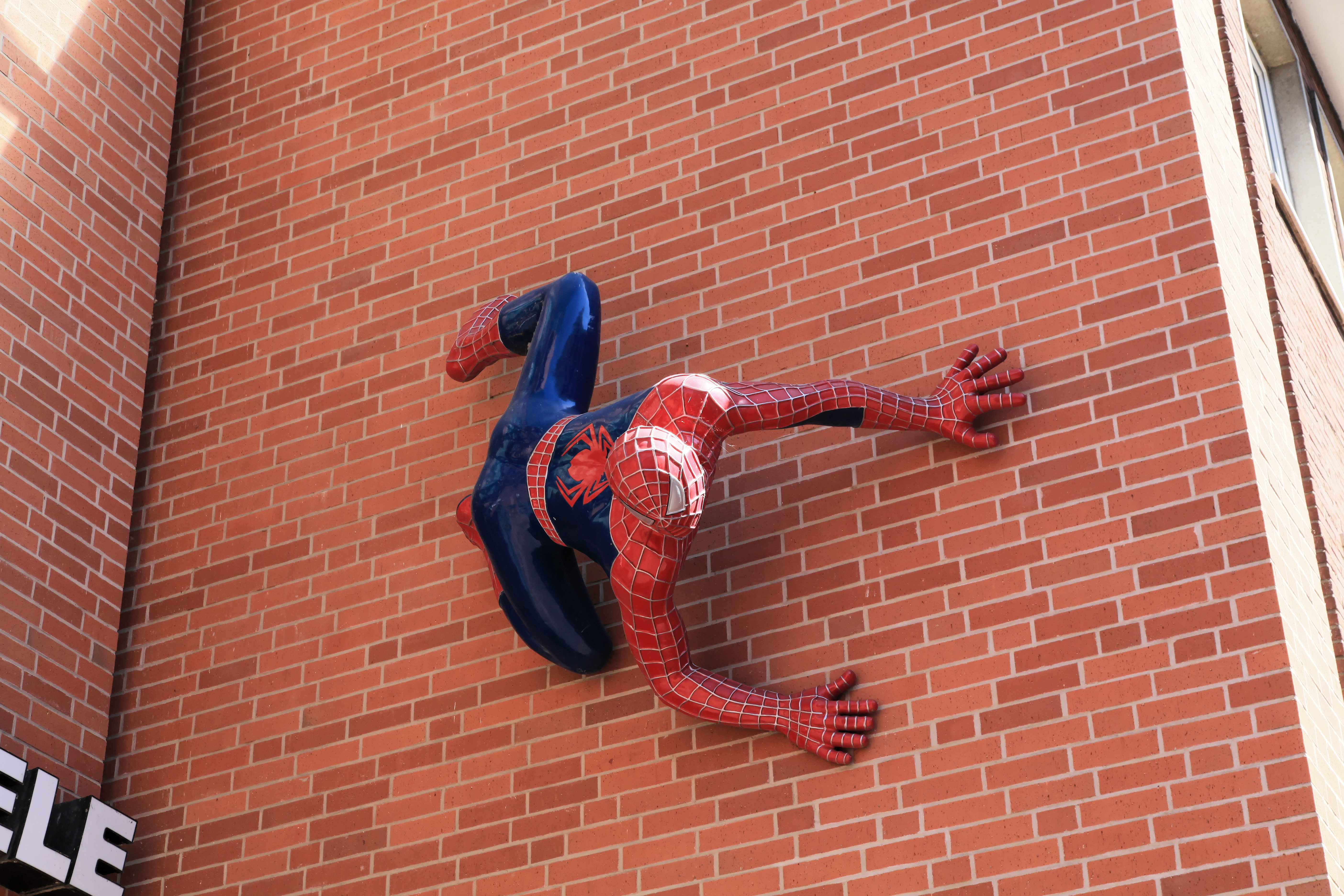
Manechin Spider-Man lipit de un perete, Meppen

Peter Parker are puteri supraomenești și abilități derivate din mutațiile rezultate în urma mușcăturii unui păianjen radioactiv. Încă din poveștile originale Lee-Ditko, Omul Păianjen a avut capacitatea de a se agăța de pereți. S-a speculat că acest lucru se bazează pe o interacțiune dependentă de distanță între corpul său și suprafețe, cunoscută sub numele de forța van der Waals, deși în filmul Spider-Man din 2002, mâinile și picioarele sale sunt căptușite cu mici cili care se agață în maniera picioarelor unui păianjen adevărat. Printre celelalte puteri ale lui Spider-Man se numără forța, agilitatea și echilibrul supraomenești, precum și un al șaselea simț precognitiv denumit „Spider-Sense”, care îl avertizează în caz de pericol.
Omul Păianjen are un factor de vindecare care îi permite să se recupereze după rănile suferite în timpul luptei. În urma poveștii „Acts of Vengeance” din 1989, s-a spus că Omul Păianjen are „abilități supraomenești de recuperare” care i-au accelerat vindecarea după epuizarea suferită în urma înfrângerii lui Tri-Sentinel.
Personajul a fost conceput inițial de Stan Lee și Steve Ditko ca fiind înzestrat intelectual, iar scriitorii de mai târziu i-au descris intelectul la nivel de geniu. După ani de lupte, Peter și-a perfecționat abilitățile într-un echivalent al artelor marțiale care este unic pentru puterile sale. Strălucitor din punct de vedere academic, Peter are expertiză în domeniile științei aplicate, chimiei, fizicii, biologiei, ingineriei, matematicii și mecanicii. Cu talentele sale, el își coase propriul costum pentru a-și ascunde identitatea și construiește multe dispozitive care îi completează puterile, mai ales lansatoare mecanice care îi permit să arunce pânze, să se balanseze cu viteze mari prin oraș și să navigheze când să-și prindă dușmanii. Oamenii de știință ai lui Thomas Fireheart, de renume mondial, nu reușesc să reproducă fluidul pe care Parker l-a creat în timp ce era în liceu.

## Publicații

### Epoca de Argint

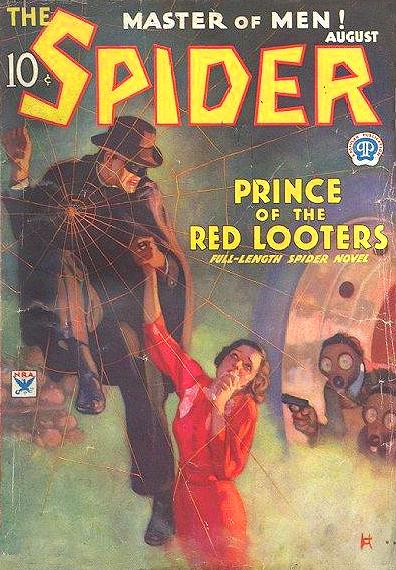
Revista The Spider, credită de Stan Lee ca fiind o sursă de inspirație pentru crearea Omului Păianjen.

În 1962, odată cu succesul celor Patru Fantastici, editorul și scenaristul șef al Marvel Comics, Stan Lee, a început să caute o nouă idee de supererou. El a declarat că ideea pentru Spider-Man a apărut în urma creșterii cererii de benzi desenate din partea adolescenților, și a dorinței de a crea un personaj cu care adolescenții să se identifice. Ca și în cazul celor Patru Fantastici, Lee a văzut în Spider-Man o oportunitate de a „se elibera” de ceea ce simțea că lipsește din cărțile de benzi desenate. În autobiografia sa, Lee îl citează pe Spider, luptătorul împotriva crimei din revistele pulp, care nu este supraom, ca fiind o mare influență, și într-o multitudine de interviuri tipărite și video, Lee a declarat că a fost inspirat de faptul că a văzut un păianjen cățărându-se pe un perete - adăugând în autobiografia sa că a spus această poveste atât de des, încât a devenit nesigur dacă este sau nu adevărată. Pe lângă nume, The Spider era căutat atât de lege, cât și de lumea interlopă (o temă definitorie pentru primii ani de viață ai lui Spider-Man), și, prin ani de lupte neîncetate, dezvoltase un „al șaselea simț”, care îl avertiza de pericol, inspirație pentru „simțul păianjenului” al lui Spider-Man.
La vremea respectivă, Lee trebuia să obțină doar acordul editorului Marvel, Martin Goodman, pentru omologarea personajului. Într-un interviu din 1986, Lee a descris în detaliu argumentele sale pentru a depăși obiecțiile lui Goodman. Goodman a fost în cele din urmă de acord cu o încercare a Omului Păianjen în ceea ce Lee, în numeroase interviuri, și-a amintit ca fiind ultimul număr al seriei antologice de science-fiction Amazing Adult Fantasy, redenumită Amazing Fantasy pentru numărul 15 (cu data copertei august 1962, în vânzare la 5 iunie 1962). În special, Lee a declarat că, faptul că se hotărâse deja că Amazing Fantasy va fi anulată după numărul #15, a fost singurul motiv pentru care Goodman i-a permis să-l folosească pe Spider-Man. Deși acesta a fost ultimul număr, pagina sa editorială anticipa continuarea benzii desenate, anunțând că „Spider-Man ... va apărea în fiecare lună în Amazing”.

### Succesul

Spider-Man și Doctor Octopus pe coperta The Amazing Spider-Man #3 (datată iulie 1963)

La câteva luni după introducerea Omului Păianjen, editorul Goodman a revizuit cifrele de vânzări ale acelui număr și a fost șocat să constate că era una dintre cele mai bine vândute benzi desenate de la nou-născuta editură Marvel. A urmat o serie solo în curs de desfășurare, începând cu The Amazing Spider-Man #1 (coperta din martie 1963). Titlul a devenit în cele din urmă cea mai bine vândută serie Marvel, personajul devenind rapid o emblemă culturală; un sondaj Esquire realizat în 1965, în campusurile universitare, a arătat că studenții de la facultate i-au clasat pe Spider-Man și pe colegul Hulk, supereroul Marvel, alături de Bob Dylan și Che Guevara, ca fiind icoanele lor revoluționare preferate. Unul dintre cei intervievați l-a ales pe Spider-Man pentru că era „asaltat de necazuri, de probleme financiare și existență. Pe scurt, el este unul dintre noi”. După plecarea lui Ditko după numărul 38 (iulie 1966), John Romita Sr. l-a înlocuit ca desenator, și avea să deseneze seria pentru următorii ani. În 1968, Romita va desena și povestirile extra-lungi ale personajului în revista de benzi desenate The Spectacular Spider-Man, un roman grafic conceput pentru a se adresa cititorilor mai în vârstă. Aceasta a durat două numere, și a reprezentat prima publicație spin-off a Omului Păianjen, în afară de Anualele de vară ale seriei originale, care au debutat în 1964.
O poveste de la începutul anilor 1970 despre Spider-Man a dus în cele din urmă la revizuirea Comics Code Authority. Anterior, Codul interzicea reprezentarea consumului de droguri, chiar și în mod negativ. Cu toate acestea, în 1970, Department of Health, Education, and Welfare al administrației Nixon i-a cerut lui Stan Lee să publice un mesaj antidrog într-unul dintre cele mai de succes titluri Marvel. Lee a ales The Amazing Spider-Man, cel mai bine vândut; numerele #96-98 (mai-iulie 1971) prezintă un set de povestiri care descrie efectele negative ale consumului de droguri. În poveste, prietenul lui Peter Parker, Harry Osborn, devine dependent de pastile. Când Spider-Man se luptă cu Spiridușul Verde (Norman Osborn, tatăl lui Harry), Spider-Man îl învinge dezvăluind dependența de droguri a lui Harry. Deși povestea avea un mesaj clar împotriva drogurilor, Comics Code Authority a refuzat să îi acorde aprobarea. Cu toate acestea, Marvel a publicat cele trei numere fără aprobarea sau sigiliul Comics Code Authority. Numerele s-au vândut atât de bine, încât autocenzura industriei a fost subminată, iar Codul a fost revizuit ulterior.

Peter Parker și Mary Jane Watson pe coperta The Amazing Spider-Man Annual vol. 1, #21 (iunie 1987)

În 1972, a început o a doua serie lunară cu Spider-Man: Marvel Team-Up, în care Spider-Man a fost asociat cu alți supereroi și super-răufăcători. De atunci, au existat în general cel puțin două serii în desfășurare cu Spider-Man. În 1976, a doua serie solo, Peter Parker, the Spectacular Spider-Man, a început să ruleze în paralel cu seria principală. O a treia serie cu Spider-Man, Web of Spider-Man, a fost lansată în 1985 pentru a înlocui Marvel Team-Up. Lansarea unui al patrulea titlu lunar în 1990, Spider-Man „fără adjective” (cu povestea „Torment”), scris și desenat de popularul artist Todd McFarlane, a debutat cu mai multe coperte diferite, toate cu același conținut interior. Toate cele patru versiuni combinate s-au vândut în peste trei milioane de exemplare, un record al industriei la acea vreme. Au fost publicate, de asemenea, mai multe miniserii și numere one-shot legate de acestea, iar Spider-Man a făcut frecvente cameo-uri și apariții ca invitat în alte serii de benzi desenate. În 1996, The Sensational Spider-Man a fost creat pentru a înlocui Web of Spider-Man.
În 1998, scriitorul-artist John Byrne a refăcut originea Omului Păianjen în seria limitată de 13 numere, Spider-Man: Chapter One (dec. 1998-oct. 1999), similar adăugând detalii și unele revizuiri la originea lui Superman în The Man of Steel de la DC Comics. În această perioadă, seria originală The Amazing Spider-Man s-a încheiat, cu numărul 441 (nov. 1998), iar The Amazing Spider-Man a început cu volumul 2, nr. 1 (ian. 1999). În 2003, Marvel a reintrodus numerotarea originală pentru The Amazing Spider-Man, ceea ce ar fi fost volumul 2, nr. 59, devenind numărul 500 (dec. 2003).

## Adaptări
Spider-Man a fost ecranizat într-o trilogie de filme live-action regizate de Sam Raimi și avându-l ca protagonist pe Tobey Maguire în rolul supereroului titular. Primul film Spider-Man din această trilogie a fost lansat la 3 mai 2002, urmat de Spider-Man 2 (2004) și Spider-Man 3 (2007). O a treia continuare a fost inițial programată să fie lansată în 2011; cu toate acestea, Sony a decis ulterior să repornească franciza cu un nou regizor și o nouă distribuție. Rebotezarea, intitulată The Amazing Spider-Man, a fost lansată pe 3 iulie 2012, în regia lui Marc Webb, și l-a avut ca protagonist pe Andrew Garfield în rolul noului Om Păianjen. A fost urmată de The Amazing Spider-Man 2 (2014). În 2015, Sony și Disney au încheiat o înțelegere pentru ca Omul Păianjen să apară în Universul Cinematografic Marvel. Tom Holland și-a făcut debutul ca Om Păianjen în filmul din MCU Captain America: Războiul civil (2016), înainte de a juca mai târziu în filmul independent Spider-Man: Homecoming (2017), regizat de Jon Watts. Holland și-a reluat rolul lui Spider-Man în Avengers: Războiul Infinitului (2018), Răzbunătorii: Endgame (2019), Spider-Man: Far From Home (2019), și Spider-Man: No Way Home (2021); Maguire și Garfield și-au reluat rolurile în acest din urmă film. Jake Johnson a dat voce unei versiuni din universul alternativ a lui Spider-Man în filmul de animație Spider-Man: Into the Spider-Verse, și și-a reluat rolul în continuarea acestuia, Spider-Man: Across the Spider-Verse (2023). Chris Pine a dat, de asemenea, vocea unei alte versiuni a lui Peter Parker în Into the Spider-Verse.